# ملاح الخدرة
هو عبارة عن أكلة سودانية قديمة ترجع للكنعانين هو من أحد الطبخات التي انتشرت في الدول العربية

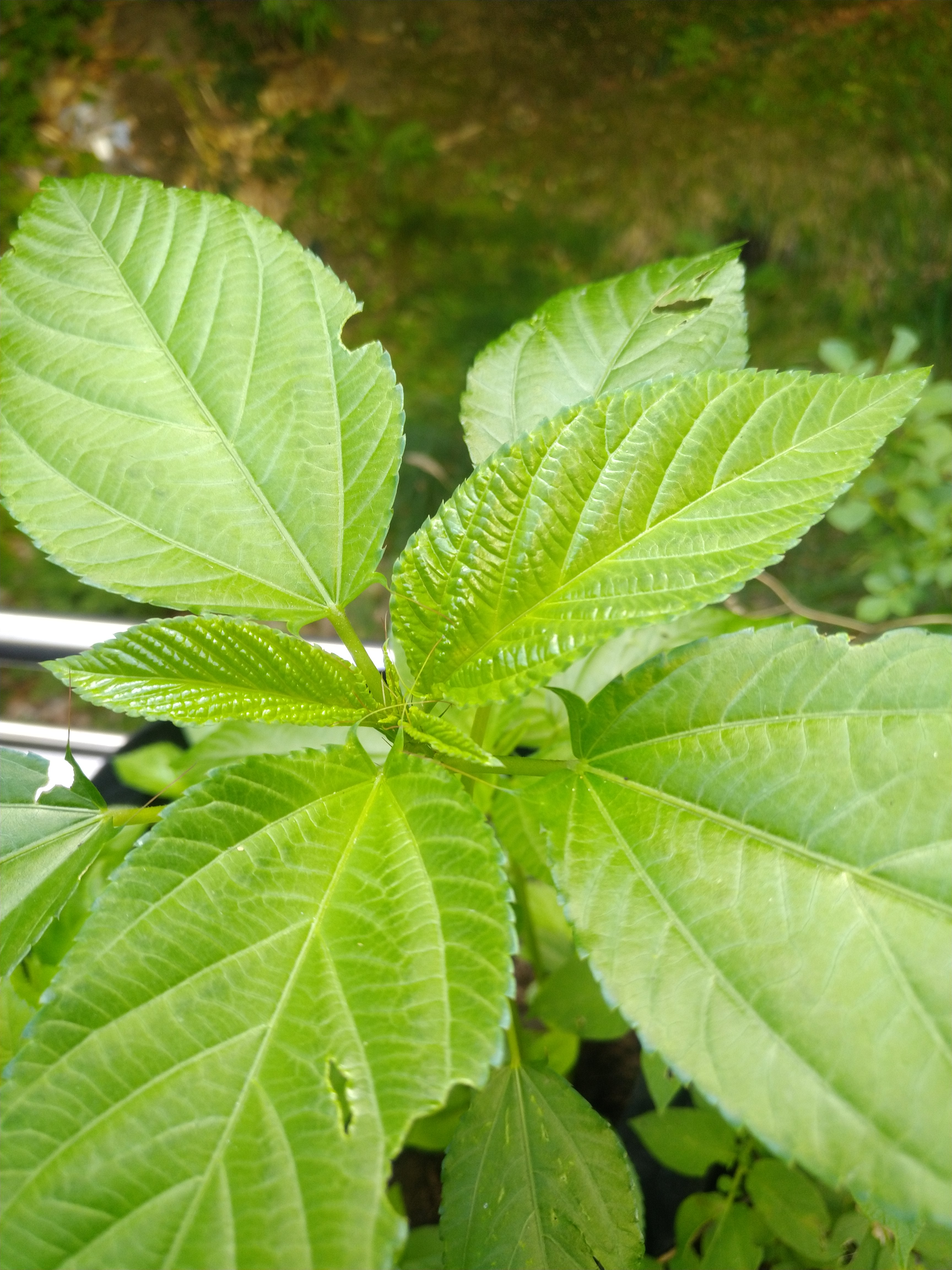
نبات الخدرة او الملوخية

## أنواعها

### الخدرة الطبيخ
عباره عن اوراق الملوخية في تم فرمها بمفرمة الخدرة وطبخها مع البصل المحمر.

### مكوناتها
لحم ضان -بصل-ملح-فلفل-ثوم-كزبرة-اوراق الملوخية
.

### الخدرة المفروكة
هي عباره عن أوراق الملوخية تم تعريضها للغليان، ولذوبان الأوراق يستخدام العطرون (بيكربونات الصوديم).

#### مكوناتها
مياه-خدرة -ملح -فلفل-ثوم -بصل -زيت -شمار-كسبرة--عطرون.

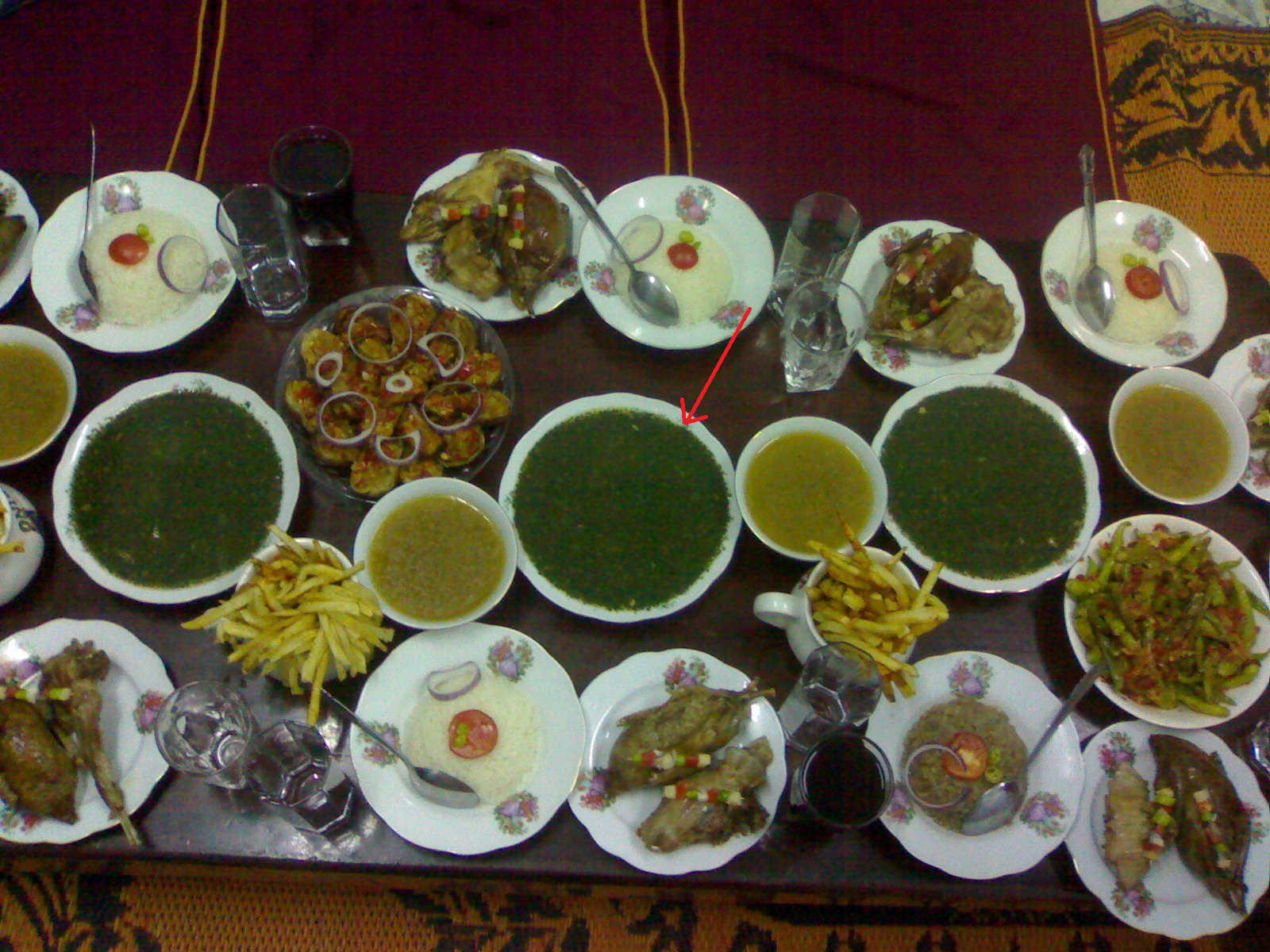
أطباق تحتوي على ملاح الخدرة المفروكة